# Макович, Семён Владимирович
Семён Владимирович Макович (род. 13 июля 1995, Тольятти, Самарская область) — российский пловец, многократный призёр чемпионатов мира и Европы среди юниоров, чемпион России, обладатель рекорда России на дистанции 200 метров комплексным плаванием, Мастер спорта России международного класса (2013).

## Спортивная биография
В 7 лет Семён начал профессионально заниматься плаванием. Первым тренером стал Юрий Кириченко.
На юниорском чемпионате Европы 2012 года российский пловец занял третье место на 400-метровке комплексом. В 2013 году Семён стал двукратным чемпионом в комплексном плавании на Кубке России в Казани. На юниорском чемпионате Европы 2013 года Макович завоевал сразу две золотые медали, победив на обеих комплексных дистанциях. Спустя месяц Семён стал двукратным серебряным призёром юниорского чемпионата мира, оба раза уступив американцу Джозефу Бенцу, при этом на дистанции 200 метров комплексным плаванием Макович, показав результат 1:59,50, установил новый рекорд России.
9 ноября 2014 Макович на чемпионате России на короткой воде установил рекорд России на дистанции 400 метров комплексным плаванием, равный 4:03,91 В декабре 2014 года Макович в составе сборной России принял участие в чемпионата мира на короткой воде, где выступил на трёх индивидуальных дистанциях. Свой лучший результат Семён показал на 400-метровой дистанции комплексным плаванием, где он смог пробиться в финал, показав на предварительном этапе 6-е время. Финальный заплыв россиянин проплыл с результатом 4:07,54, который позволил ему показать только 7-й результат. На мировом первенстве 2015 года в Казани Семён выступил а двух дистанциях, но ни разу не смог пробиться в финал соревнований.
В апреле 2016 года Макович с результатом 2:00,18 с. занял первое место на чемпионате России на дистанции 200 метров комплексным плаванием. Этот результат позволил Семёну также выполнить олимпийский квалификационный норматив «A», однако он оказался медленнее, чем норматив ВФП, что исключало Маковича из числа претендентов на участие в летних Олимпийских играх в Рио-де-Жанейро. 24 апреля главный тренер национальной сборной объявил, что было принято решение включить в состав на Игры 2016 года 4-х перспективных спортсменов, в числе которых оказался и Семён Макович. Также Семён стал первым и на дистанции вдвое длиннее, но при этом он не смог выполнить ни один из квалификационных нормативов. По результатам чемпионата России тренерским штабом сборной России было принято решение предоставить Маковичу шанс показать необходимое время на 400-метровке в рамках чемпионата Европы в Лондоне, однако Семён не смог показать нужный результат.

## Личная жизнь
- Старший брат — Антон Макович (род. 1988) — футболист, игравший за клубы «Лада (Тольятти)» и «Химик (Дзержинск)»
- Обучается в Самарском государственном университете путей сообщения.

## Личные рекорды
По состоянию на апрель 2016 года
| Длинная вода     | Длинная вода | Длинная вода | Длинная вода     |
| Дистанция        | Время        | Дата         | Место проведения |
| ---------------- | ------------ | ------------ | ---------------- |
| 200 м комплексом | 1:59,50 NR   | 27.08.2013   | Дубай            |
| 400 м комплексом | 4:14,65      | 14.07.2013   | Познань          |

| Короткая вода    | Короткая вода | Короткая вода | Короткая вода    |
| Дистанция        | Время         | Дата          | Место проведения |
| ---------------- | ------------- | ------------- | ---------------- |
| 200 м комплексом | 1:54,93       | 10.11.2014    | Казань           |
| 400 м комплексом | 4:03,91 NR    | 09.11.2014    | Казань           |